# Émile Louis Victor de Laveleye

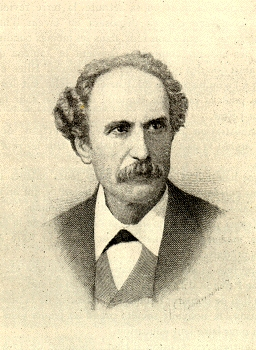
Émile Louis Victor de Laveleye

Émile Louis Victor de Laveleye (* 5. April 1822 in Brügge; † 3. Januar 1892 in Doyon bei Lüttich) war ein belgischer Nationalökonom. Er fungierte ab 1864 als Professor an der Universität Lüttich und war 1873 einer der Mitbegründer des Institut de Droit international.

## Leben
Émile de Laveleye absolvierte das Collège Stanislas, eine private Schule der katholischen Oratorium-Gemeinschaft in Paris, sowie später die Katholische Universität Löwen und die Universität Gent. Im Jahr 1864 wurde er Professor für Nationalökonomie an der Universität Lüttich.
Drei Jahre später vertrat er Belgien in der Jury der Weltausstellung von 1867. Im September 1873 war er an der Gründung des Institut de Droit international (Institut für Völkerrecht) beteiligt, einer bis in die Gegenwart bestehenden Einrichtung, die 1904 mit dem Friedensnobelpreis ausgezeichnet wurde.
1867 wurde er korrespondierendes und 1872 ordentliches Mitglied der Académie royale des Sciences, des Lettres et des Beaux-Arts de Belgique.

## Wirken
Die Aktivitäten von Émile de Laveleye umfassten weite Bereiche der politischen Wissenschaften und der Ökonomie sowie Probleme der Geldpolitik, des Völkerrechts und der internationalen Beziehungen. Darüber hinaus beschäftigte er sich mit Fragen der Bildung, Religion, Moral und Literatur, und erstellte beispielsweise 1861 eine französische Übersetzung des Nibelungenliedes. Er fühlte sich insbesondere der Gesellschaft in England zugeneigt, da diese in vielen Bereichen seinen sozialen, politischen und religiösen Vorstellungen entsprach.

## Werke (Auswahl)
- La Russie et l’Autriche depuis Sadowa. Hachette, Paris 1870.
- Essai sur les formes de gouvernement dans les Sociétés Modernes. Germer Baillière, Paris 1872. (Reproduktion der Ausgabe von 1920 bei Forgotten Books 2018, ISBN 978-0-260-99169-0)
- Des Causes actuelles de guerre en Europe et de l’arbitrage. C. Muquardt, Brüssel 1873.
- De la proprieté et de ses formes primitives. Germer Baillière, Paris 1874.
- La péninsule des Balkans. Vienne, Croatie, Bosnie, Serbie, Bulgarie, Roumélie, Turquie, Roumanie. Den Haag und Brüssel 1886; deutsche Ausgabe: Die Balkanländer. Leipzig 1888. (Digitalisate aus dem Bestand des Instituts für Ost- und Südosteuropaforschung: urn:nbn:de:bvb:355-ubr05301-2 Teil 1 – urn:nbn:de:bvb:355-ubr05302-7 Teil 2)